# Claus-Dieter König
Claus-Dieter König ist ein deutscher Politikwissenschaftler und Politiker, zwischen 2006 und 2007 (als „Doppelspitze“) gemeinsam mit Margot Gudd Landesvorsitzender der Linkspartei.PDS in Rheinland-Pfalz. Er war kurze Zeit Mitglied des Übergangs-Landesvorstandes der daraus hervorgegangenen Partei Die Linke.

## Leben
Zunächst in Leverkusen aufgewachsen, legte König sein Abitur im rheinland-pfälzischen Neustadt an der Weinstraße ab. Nach seinem Studium der Politikwissenschaft (Schwerpunkte: Politische Ökonomie, Internationale Beziehungen und Afrika-Kunde) an der Universität Marburg war er dort auch als Wissenschaftlicher Mitarbeiter tätig. Er entschied sich jedoch letztlich zu einer Umschulung zum Softwareberater. Nach Stationen in Freiburg und Worms lebt er seit 2006 wieder in Neustadt an der Weinstraße.

## Politik
In der Jugend war Claus-Dieter König in der SchülerInnenvertretung sowie im Bereich der Jugendarbeit aktiv. Im Rahmen seines Zivildienstes in Köln brachte er sich in Anti-Apartheid-Bewegung ein und war bei den Grünen zeitweise Sprecher der BAG Internationalismus.
Während des Studiums engagierte sich König über die dortige Linke Liste im AStA sowie im antirassistischen Projekt Flucht und Migration. Über die gewerkschaftliche Jugendbildungsarbeit kam er zur Gewerkschaft Erziehung und Wissenschaft und war dort als Bundesstudierendensprecher Mitglied des Hauptvorstandes. Als Wissenschaftlicher Mitarbeiter war er zeitweise freigestelltes Mitglied des Personalrates.
König gehörte dem Vorstand der Linkspartei im Kreis Worms an. Auf dem Wormser Landesparteitag im August 2006 wurde er zum Vorsitzenden der Linkspartei Rheinland-Pfalz gewählt. Daneben ist er aktiv bei attac und in der Jenny-Marx-Gesellschaft.
Innerhalb der Linkspartei ist König den Undogmatischen Linken zuzuordnen. Sein politischer Schwerpunkt liegt auf der Einführung eines allgemeinen Grundeinkommens sowie eines anderen Arbeitsbegriffs, in dem menschliche Tätigkeit in ihrem Nutzen für die Gesellschaft als Ganze bewertet wird. Daneben setzt er sich für Gewaltfreiheit in der Lösung internationaler Konflikte sowie ökologisches Handeln ein.
Auf dem konstituierenden Landesparteitag der neu gegründeten Partei DIE LINKE in Rheinland-Pfalz am 6. Oktober 2007 kandidierte König für verschiedene Funktionen; er wurde daraufhin als Mitglied in die Landesschiedskommission gewählt.

## Bücher und Beiträge
- Schweizerische Vereinigung für Marxistische Studien (Hrsg.): Das neue Gesicht des Rassismus. Mit Beiträgen von Claus-Dieter König. Bern: VMS-Verlag, 1993, ISBN 3908438063
- Zivilgesellschaft und Demokratisierung in Nigeria, in der Reihe 'Demokratie und Entwicklung' (Band 13), Münster: LIT-Verlag, 1994, ISBN 3894735325
- Politisches Handeln der städtischen Armen in Kenya, in der Reihe 'Demokratie und Entwicklung' (Band 29). Münster: LIT-Verlag, 1998, ISBN 3825835715